# Augvald
König Augvald (norrøne Sprache: Ogvaldr) ist eine Figur in der norwegischen Saga und anderer Überlieferungen. Er soll ein Kleinkönig auf Karmøy gewesen sein und um 500–650 gelebt haben. Der Ort Avaldsnes auf Karmøy soll nach ihm benannt sein. Der Name wird gedeutet als „Der, der dem Volk Ehrfurcht einflößt“, oder er wird hergeleitet von der altnordischen Wurzel Og = Küste oder dem alten Wort Ogn = Øy = Insel. Dann würde der Name bedeuten „Wächter der Küste“ oder „Wächter der Insel“. Es wird auch für wahrscheinlich gehalten, dass es sich überhaupt nicht um einen Namen, sondern um einen Beinamen handelte, so wie „Hårfagre“ der Beiname König Haralds war. Wenn Avaldsnes (alt: Ogvaldsnes) „Halbinsel des Küstenherrn“ bedeutet (eine Halbinsel auf der Insel Karmøy), dann könnte dies auch ein Titel sein, den mehrere Häuptlinge nacheinander führten.
Augvald wird als Nachkomme des mythischen Riesen Ymir angesehen. Er hatte eine Kuh, von der er behauptete, sie sei Nachkomme der sagenhaften Kuh Audhumbla. Er nahm sie überallhin mit und glaubte, sie bringe ihm Glück. Augvald und die Kuh kamen bei einer Schlacht gegen den Kleinkönig Ferking bei Ferkingstad (auf Karmøy) um. Ferking soll ein goldenes Kalb als Götterbild bei sich gehabt haben. Bei der Schlacht sollen die Töchter Augvalds als Schildmaiden mitgekämpft und sich nach der Niederlage selbst ertränkt haben.
Snorri berichtet in der Saga über Olav Tryggvason, dass er bei einem Besuch in Øgvaldsnes von Odin vom Grab Augvalds und seiner Kuh in einem zweiten Grab erfahren habe.

## Geschichtlichkeit
Augvald wird in vielen Überlieferungen erwähnt, auch in Island. Tormod Torfaeus verwies ihn schon früh in die „mystische Sagazeit“. Die Flateyjarbók erwähnt ihn: „Rugalfr aati Rogaland. Hans son var Ragnoalldr fadir Auguaxlldz konungs.“ (Rugalfur hatte Rogaland. Sein Sohn war Ragnhald, der Vater König Augvalds). Snorri hatte als Quelle die Odd munks saga Olav Tryggvason, die Augvald erwähnte. Auch die Hálfs saga ok Hálfsrekka aus dem 14. Jahrhundert nennt ihn. Danach hatte er die Söhne Geirmundr und Hávardr Heljarskinn. In der Landnámabók wird Geirmundr als einer der vornehmsten Erstsiedler genannt, die nach der Schlacht am Hafrsfjord nach Island ausgewandert sein sollen.
Der norwegische Historiker Peter Andreas Munch hat im 19. Jahrhundert den Saga-Stoff untersucht, insbesondere den Stoff, der das älteste Königsgeschlecht Rogalands betrifft. Er war der Auffassung, dass Augvalds Sohn Vikar die erste historische Person dieses Geschlechtes sei. Aber inwieweit die Personen historisch sind, lässt sich nicht mehr aufklären. Aus den Quellen ist nur zu erschließen, dass sie über einen Häuptling auf Karmøy berichten, der einen Kuh-Gott mit sich führte.